# Jag vill ge dig, o Herre, min lovsång
| I denna artikel     |
| används tonnamnen   |
| B♭ och H.           |
| Se olika skrivsätt. |

Jag vill ge dig, o Herre, min lovsång eller Min lovsång till dig är en lovsång/lovpsalm av Christer Hultgren som gjort både den trestrofiga texten och melodin (B♭-dur, 4/4) år 1978. Koralsatsen i Verbums psalmbokstilläggs koralbok är skriven av Lennart Jernestrand.
Reprisen lyder: 
"Jag vill göra mitt liv till en lovsång till dig,
där var ton skall en hyllning till dig bära.
Och i dagar av glädje och dagar av sorg
vill jag leva var dag till din ära."
(Det är ej samma sång som: Mitt liv och min lovsång).

## Publicerad i
- Levande sång 1984 som nr 605 under rubriken "Lovsång och tillbedjan".
- Psalmer och Sånger 1987 som nr 336 under rubriken "Lovsång och Tillbedjan".[3]
- Segertoner 1988 som nr 332 under rubriken "Lovsång och tillbedjan".[1]
- Frälsningsarméns sångbok 1990 som nr 498 under rubriken "Lovsång, tillbedjan och tacksägelse".
- Jubla i Herren 1999 som nr 90.
- Verbums psalmbokstillägg 2003 som nr 702 under rubriken "Lovsång och Tillbedjan".[2]
- Sång i Guds värld Tillägg till Svensk psalmbok för den evangelisk-lutherska kyrkan i Finland 2015 som nr 803 under rubriken "Lovsång#

## Inspelad på
- 2004 – Credo Carola (CD)[4]
- 2004 – Sånger för livet Vol 6 (CD)
- 2006 – Villigt kommer ditt folk/Lovsångsklassiker (3-CD)
- 2007 – En stilla slats Lennart Jernestrand (3-CD)
- 2008 – Minns du sången (3-CD)